# アオショウビン
アオショウビン（青翡翠、学名Halcyon smyrnensis）は、ブッポウソウ目カワセミ科に分類される鳥。中東から東南アジアにかけてよく見られるカワセミの仲間である。

## 形態
体長は25cmほどで、アカショウビンと同じくらいの大きさ。くちばしと足は赤く、目は黒い。頭から脇腹、腹までは濃い茶色、英名のとおりのどは鮮やかな白、翼の芯は黒い。翼のふちと背中はあざやかな空色で、これが和名の由来になっている。若鳥はくちばしが茶色っぽく、のどの白色もあざやかではない。

## 分布
中近東から東南アジアまで広く分布する。
日本では迷鳥として、南西諸島（石垣島、西表島）において観察記録がある。

## 生態
分布域では森林から都市部まで広く生息する。水辺から離れた場所にも生息している。ホバリングはせず、石や枝の上からえものを狙う。水に飛び込んで魚類やカエル、カニ、水生昆虫などを捕食するが、地面のカタツムリやトカゲをとらえることもある。
細く短い声で「ピッ　ピッ」と鳴く。

## ギャラリー

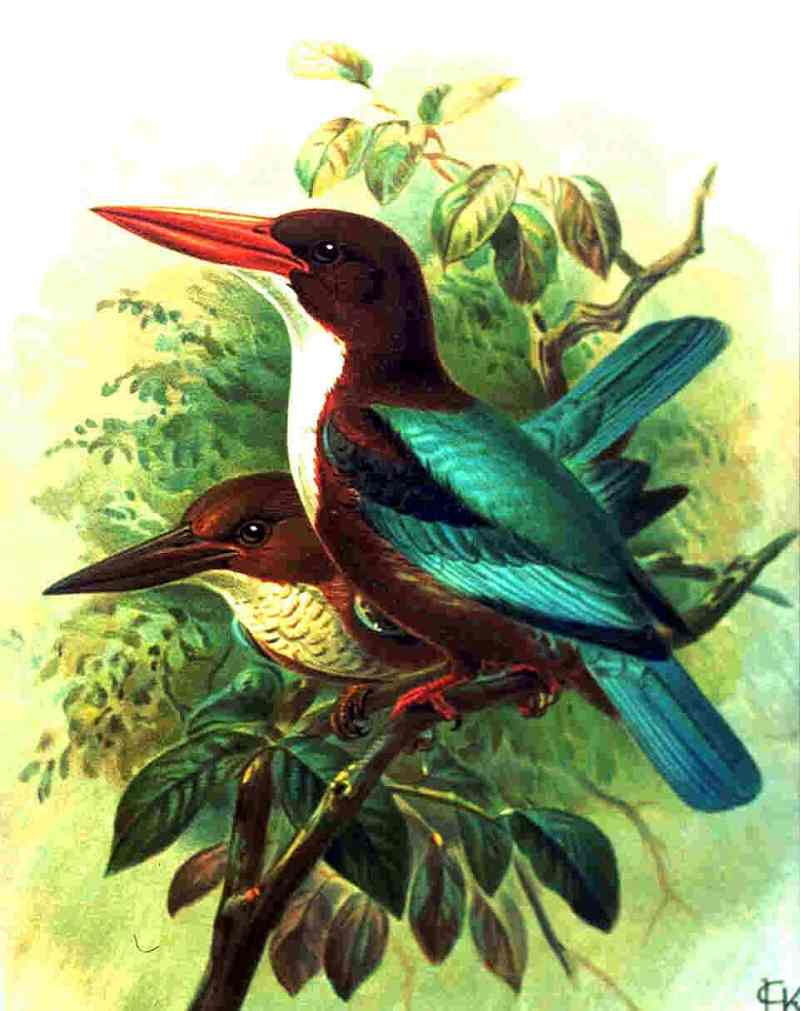